# عدجو موح
عدجو موح: مقاومة أمازيغية مغربية، شاركت في معركة بوكافر سنة 1933 م ، وعمرها لم يتجاوز حينها الأربعين سنة. وصفت بالحسن والجمال. نظمت قصائد شعرية تخليداً وتمجيداً لها من طرف شعراء وشاعرات قبيلتها.

## الولادة
ولدت عدجو موح نايت خويا علي المنتمية إلى قبيلة إيلمشان التي كانت ضمن قبائل أيت عطا الأكثر عداء لفرنسا، وتحديدا فخذة أيت معرير، دوار م إقبي بمنطقة صاغرو، بين 1894 و1905. من والدها حماد نايت خويا علي ووالدتها خيرة. تزوجت في سن مبكرة من لحسن نايت بوح المنحدر من نفس القبيلة، حيث كان أيت عطا لا يتزاوجون إلا فيما بينهم للبقاء أنقياء،
التحقت عدجو التي كانت قصيرة القامة، بساحة الحرب في بوكافر وهي أم لطفلين رفقة زوجها والمئات من أفراد قبيلتها، وهناك قُتلت بنيران الجيش الفرنسي في 28 فبراير 1933.

## دور عدجو موح في معركة بوكافر
لعبت المرأة العطاوية عموما وعدجو موح على وجه التحديد أدوارا طلائعية في معركة بوكافر، وقامت بإعداد الطعام وسقي المقاتلين مخاطرة بحياتها تحت نيران المدفعية الفرنسية وقصف طائراتها العشوائي الذي كان من بين أهدافه عيون الماء، إضافة إلى شحذ همم المحاربين بالزغاريد والأشعار التي كانت بمثابة سلاح نفسي يبعث على الثورة والتحدي ورفض الاستسلام، هذا فضلا عن إسعاف الجرحى. وكن يتسللن ليلا إلى رؤوس الماشية التي لم تسلم هي الأخرى من القصف الفرنسي فتسقط صرعى ويبقرن بطونها ليستخرجن الأحشاء التي يعدن بها الشواء لأزواجهن.
وشاركت نساء أيت عطا في توزيع الذخيرة ودحرجة الأحجار الضخمة التي كانت تزرع الموت في صفوف الجيش الفرنسي، حتى إن كبار الضباط والمسؤولين العسكريين الفرنسيين أعجبوا ببسالتهن ووصفنهن بالتشدد والإصرار على الصمود والمقاومة أكثر من الرجال. فالمرأة العطاوية لم تختلف عن الرجل، إذ كانت إلى جانبه في الساعات الحرجة، تمده بالزاد وتتسرب إلى حفر المياه تحت وابل الرشاشات وتساعد الجرحى وتوزع الذخيرة أو تأخذ مكان القتلى للمواجهة.

## نقطة التحول

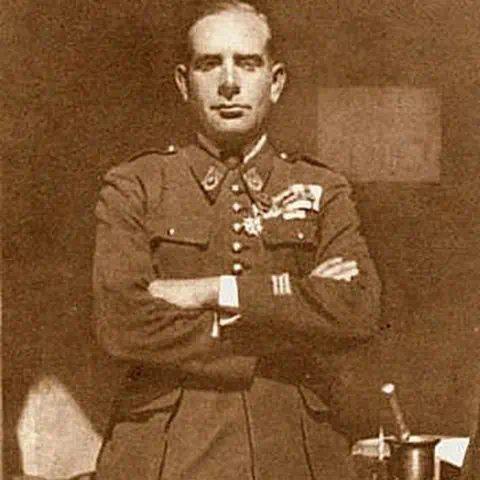
هنري بورنازيل: الرجل الأحمر

شكل مقتل بورنازيل أو الرجل الأحمر كما كان يوصف، والذي كان قنصه من طرف أحد المقاتلين العطاويين نقطة التحول، ليس فقط في معركة بوكافر، ولكن أيضا في حياة تلك المرأة المسالمة التي لم تكن سوى عدجو موح، إذ نزل خبر مصرع هذا الضابط كالصاعقة على كبار الجيش الفرنسي.كان هذا اليوم يوم مأساة بالنسبة لهم، فأقسموا على الثأر ودك الأخضر واليابس، فشرعت طائراتهم ومدفعيتهم تطلق القذائف في كل اتجاه، لتحول إحداها زوج عدجو موح إلى أشلاء متناثرة. بعد هذا الحادث، تحولت تلك المرأة الوديعة إلى لبؤة غضبى، انتزعت بندقية من ذراع أحد الشهداء وانخرطت كالرجال في جبهات القتال.

## قتلها للفرنسيين

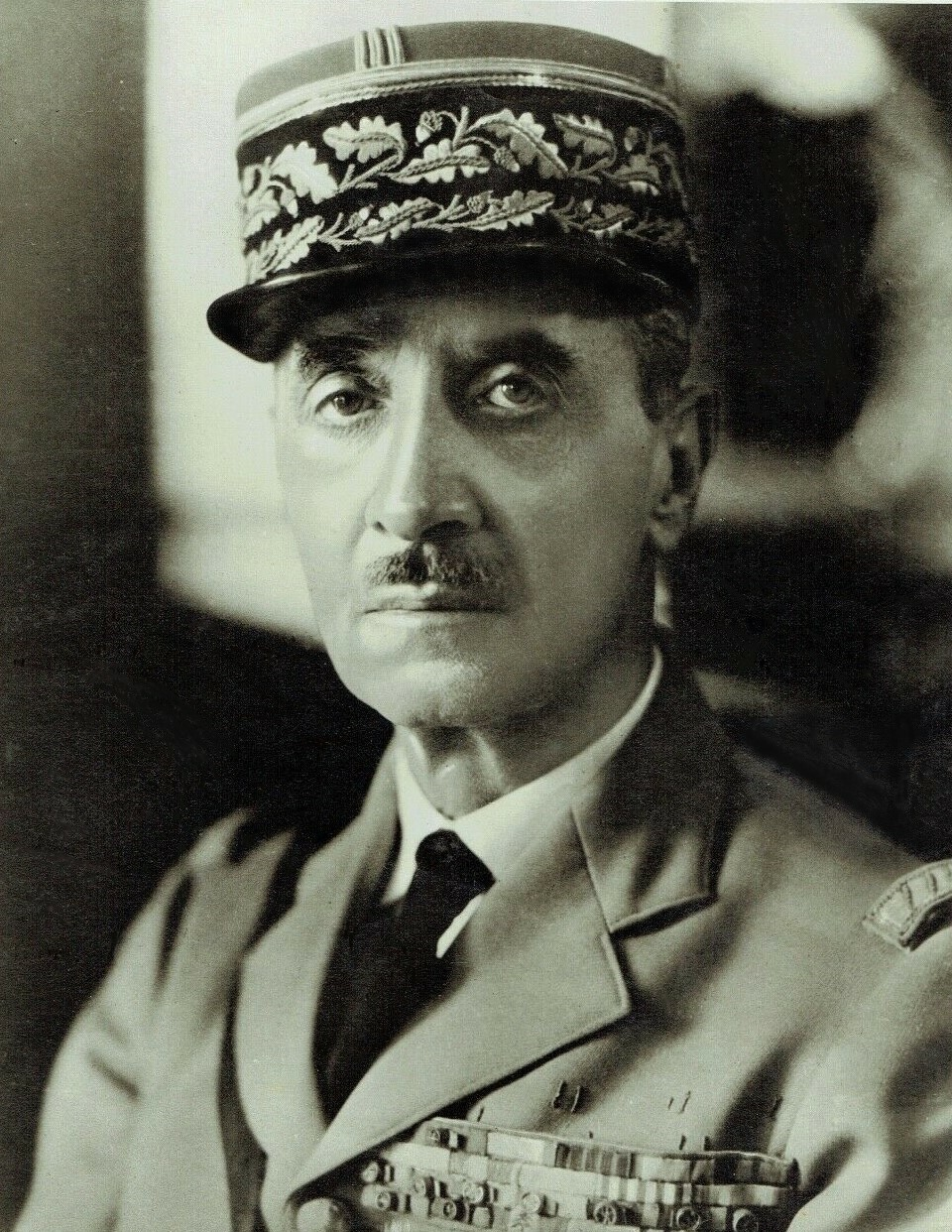
جورج كاترو أحد المشرفين على الجيش الفرنسي في بوكافر

لم ترتبط شهرة عدجو موح بانتزاع البندقية من كتف أحد الثوار العطاويين عندما خر قتيلا بعدما رأت زوجها يتحول إلى أشلاء متناثرة وانخراطها في القتال جنبا إلى جنب المقاومين، إنما بحادث فتكها بأربعين مجندا من جيش فرنسا دفعة واحدة. نظرا لمعرفتها الدقيقة بجغرافية المنطقة وتضاريسها، فقد اختارت لها مكانا منيعا وسط قمم جبل بوكافر، وذات صباح عندما رأت فرقة مختلطة من الگوم والجنود الفرنسيين تتسلق إحدى الشعاب في اتجاه المقاومين، أشارت إليهم بألا يحركوا ساكنا حتى يصعد آخر جندي. ما أن تيقنت بأن أزيد من 200 عسكري فرنسي يقتربون حتى أسرعت بدحرجة صخور كبيرة تدوس الجنود ولا تبقي حيا.

## عدجو موح مهندسة حرب

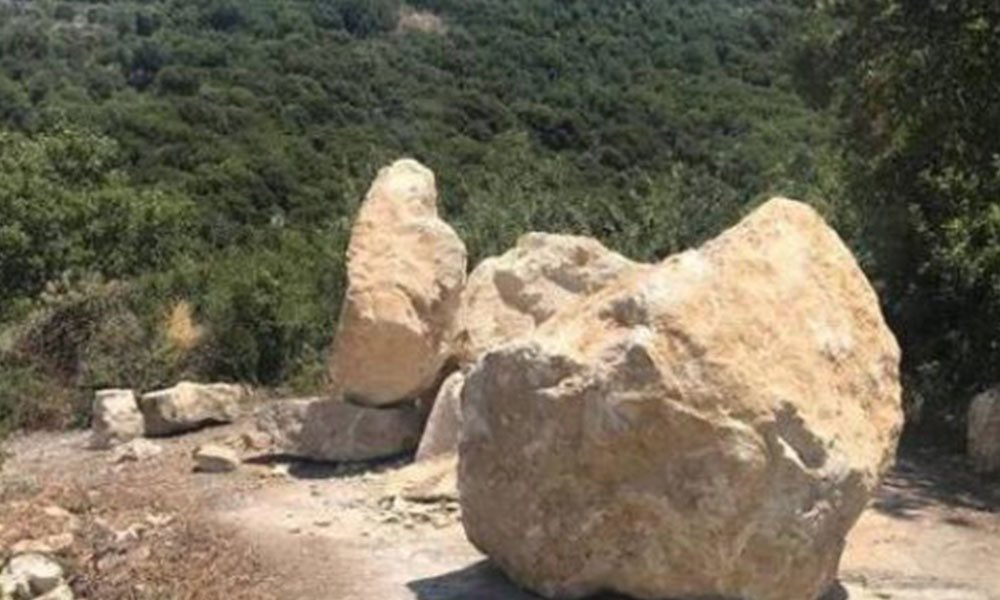
دحرجة الأحجار سلاح عدجو موح الفتاك

ارتقت الخطة الحربية المتمثلة في دحرجة الصخور على جنود فرنسا بعدجو موح إلى درجة مهندسة حرب، إذ تنسب لها أغلب الروايات الشفوية المتداولة إلى اليوم شرف إبداع هذه التقنية وتُرجع لها الفضل في بدئها، مما جعل البعض يطلق عليها لقب لبؤة الأطلس. هذه الخطة دفعت كبار المسؤولين الفرنسيين أمثال الجنرال أنطوان هوري [الإنجليزية] القائد العام للقوات الفرنسية في هذه المعركة وصاحب كتاب La pacification du Maroc: dernière étape 1931-1934 وطبيب الجيش الفرنسي في هذه الواقعة Jean Vial الذي ألف كتابا بعنوان Le Maroc héroïque والأكاديمي هنري بوردو مؤلف كتاب هنري بورنازيل الذي زار موقع المعركة، إلى الحديث عنها وعما كانت تزرعه في صفوفهم من قتل ورعب، ما جعلهم يعترفون بها سلاحا فتاكا، فهذا الطبيب فيال يقول عن سلاح الصخور المتدحرجة وعن نساء بوكافر؛ «كانت نساؤهم تسهرن على تجميع المنعزلين وتوزعن الذخائر كما كن يأخذن مكان المصابين ويدحرجن على المهاجمين صخورا ضخمة تزرع الموت حتى قعر الوادي»

## وفاتها

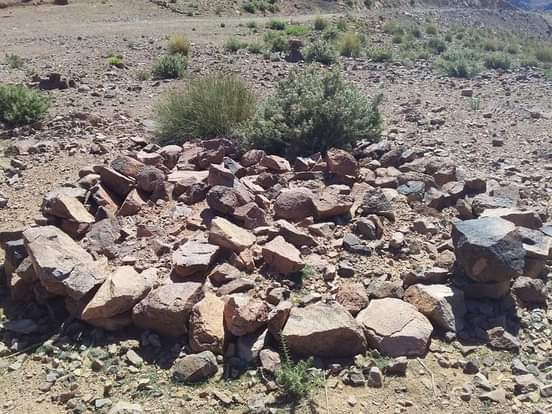
أكرن قبر جماعي في بوكافر

تُوفيت عدجو موح وهي في حوالي الأربعين من عمرها في نفس يوم مقتل هنري بورنازيل الذي لم يكن يتجاوز 35 سنة، أي يوم 28 فبراير 1933. ليس لعدجو موح قبر معروف، ففي هذه المعركة لم يكن لمقاتلي آيت عطا وقت لدفن موتاهم الذين كانوا بالآلاف أطفالا، شبابا وشيوخا، ذكورا وإناثا. لذلك كانوا يطمرونهم بشكل جماعي في مقابر تعرف محليا باسم «أڭرن» وجمعها «إڭرنان». إلى وقت قريب كانت جماجم القتلى منتشرة في فجاج وقمم بوكافر مع قنابل يتجاوز طول بعضها المتر. ففي الوقت الذي تحمل فيه شوارع وأحياء ومؤسسات مغربية أسماء ضباط فرنسيين تسببوا في مقتل الآلاف كالضابط بورنازيل، في ذات الوقت طمرت المياه قبور المجاهدين الذين قتلهم بورنازيل وزملاؤه، حتى الرجل الذي أطلق تلك الرصاصة على بطنه لا أحد يعرفه، وأغلب الظن أنه قُتل قبل أن يُسِرّ لجاره ” أنا خلصتُ الجبل من الرجل الأحمر.

## قصائد مخلّدة لعدجو موح
لولا عشرات القصائد الشعرية التي قيلت في عدجو وموح، ما تعرف عليها الباحثون في تاريخ المنطقة والمغرب، ولو لم تكن امرأة استثنائية، ما شكلت الشخصية الرئيسية في أبيات شعراء وشاعرات قبيلتها الذين نظموا قصائد كلها مدح لها وثناء عليها ورثاء لها بعد موتها. هكذا ونظرا لأهمية القصائد التي قُرضت في حق هذه الثائرة، والتي تضاهي في دقة معانيها التقارير الموجودة في أرشيف الضباط الفرنسيين، فإن محاولة كتابة السيرة الذاتية للمقاومة عدجو وموح من خلال هذا المصدر ليس شيئا جديدا في حد ذاته.
فهذه ترجمة نسبية لقصيدة نظمها شاعر يدعى سيدي بادا ومسعود رثاء لعدجو يقول فيها؛ سأروي قصتك يا معركة بوكافر
سأحكي أحداثك وأحزانك كي لا تنسى
أقسم أن أفراحنا ومسراتنا اختفت
وأن ضحكتنا أقبرت منذ استشهدت عدجو موح
يا من حملت السلاح وواجهت وقاتلت الفيلق الأجنبي
بكل شجاعة واستماتة يستحيل وصفها
فأنت الوحيدة التي كنت تخففين من أحزاننا ومآسينا
بحملك للسلاح وسط الفتيان في بوكافر
أنعيك اليوم وأنع أصحاب السروج النحاسية
أما الشاعر حماد أوباسو فنظم مادحا عدجو موح؛
شاركت في معركة بوكافر
نساء كن غاية في الجمال
حملن الأسلحة والبنادق
وكن يتحركن كاللؤلؤ والمرجان
أطلب من الله أن يبدل مشيتكن
لكي تصير أسلحة وخناجر
لقد جمعت ألفين من الأكباش والخيول
وقدمتها لك أيتها المقاومة عدجو موح
وفي أخرى يقول ناعيا عدجو موح؛
يا أبناء بوكافر أين عدجو موح
لقد فضلت الاستشهاد بدل الخضوع للمستعمر
كيف ما كانت الأحوال، فأنت المنتصرة يا عدجو موح
أيتها الريح أخبريني بربك عن أحوال عدجو موح
أجابتني وقالت؛ قد استشهدت عدجو موح
لم يتبق أمامي سوى أن أطلب من أوبير وبولان
أن يمنحاني تأشيرة المرور قصد الصعود إلى بوكافر لدفن عدجو موح
لقد أصابت الخيبة والخزي والعار الذين قبلوا المفاوضات والاستسلام
كما أصابت الذين نسوا مقاومتك واستشهادك يا عدجو موح
واحدة هي من كانت تملأ سكون ديارنا قد دفناها
ولم تعد هناك رغبة في التزين عند نسائنا بعد استشهادها. 
وهذا الناظم يشو وحميد يشيع هذه المقاومة البطلة قائلا؛
وسط المئات استشهدت يا عدجو موح
رحمة الله عليك يا عدجو موح
رحمة الله عليك، سندفنك يا أختاه
أيها المحميون، لقد خرجتم من أمة النبي
ذهب النبي لحال سبيله مع الأوائل
يعود الشاعر سيدي بادا مسعود للحديث عن الدور الطلائعي الذي لعبته عدجو موح في معركة بوكافر، حيث كانت الآمرة الناهية فيما يتعلق بتنظيم عملية تزويد المقاومين بالطعام، فيقول تعبيرا عن خسارة فادحة بعد استشهادها؛
أين تلك التي ستأمرني بإعداد وجبة الغذاء
أين تلك التي ستطلب مني إعداد الشاي
أين تلك التي كانت تحضر لي العسل وجبة للغذاء
أين من سيحضر لي الكبد والأحشاء.
حيث كانت عدجو موح ومعها مقاومات أخريات، كما تقدم تشق بطون الماشية لتستخرج الكبد والأحشاء لإطعام المقاومين.
لقد جسدت هذه الأشعار الشفوية المحلية ذلك الحزن الذي أصاب المقاومين باستشهاد عدجو موح، فقد استطاعت هذه الأشعار أن توصل إلينا جل التفاصيل النبيلة التي ضحت من أجلها هذه المرأة.

## شارع عدجو موح ومطالب بالاعتذار ورد الاعتبار

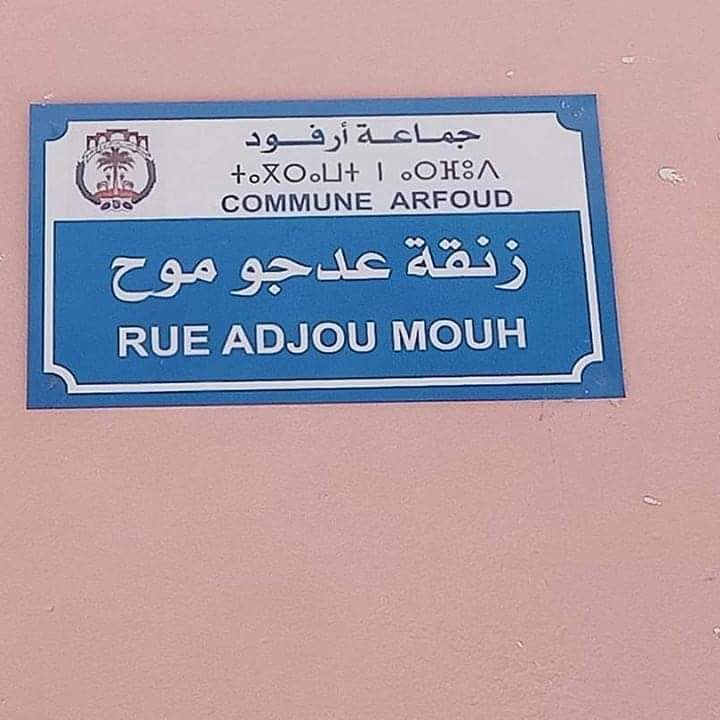
زقاق عدجو موح بمدينة أرفود

لم يحظ شهداء بوكافر بالكثير من الاهتمام. هذا التهميش يتجسد ماديا ومعنويا، فالمناطق المتاخمة لموقع المعركة لم تستفد من حقها في التنمية، حيث تم نسيان أوطان المقاومين والمجاهدين في الاستفادة من التنمية الاقتصادية والاجتماعية، والشيء الوحيد الذي استفادت منه هذه المناطق هو المؤسسات السجنية في سنوات الرصاص. وزيادة على التهميش التنموي، فإن أسماء شهداء هذه الواقعة الشهيرة ما زالت في مناطق الظل، فزعيمها عسو وبسلام لم يرد سوى في تعريف لا يتجاوز سطرا في كتاب الاجتماعيات للسنة الثالثة إعدادي، بل إن معركة بوكافر نفسها لم يخصص لها أكثر من سطر أما عدجو موح فلم يخصص لها سوى فقرة صغيرة في أرشيف المندوبية السامية لقدماء المقاومين وأعضاء جيش التحرير، جاء فيها؛ «...وعدجو موح التي يضرب بها المثل في الجرأة والشجاعة، فقد قاتلت النصارى في معركة بوكافر سنة 1933 ببندقيتها الرشاشة وأسقطت الكثير من الجنود الفرنسيين وباستشهاد هذه البطلة حلت خسارة كبيرة بالمقاومين». أمام هذا التهميش، تعالت أصوات الكثير من أبناء المنطقة ومن خارجها للمطالبة برد الاعتبار لهؤلاء الشهداء بتمكين مناطقهم من التنمية الحقيقية واستفادة من بقي منهم على قيد الحياة كغيرهم في مناطق أخرى من بطاقة محارب قديم ومعاش يضمن لهم الكرامة، فضلا عن تنامي الدعوات لإطلاق أسمائهم على الشوارع والمؤسسات والأماكن العمومية اعترافا لهم بما قدموه للوطن من تضحيات جسام، بل إن منهم من ذهب إلى حد مطالبة فرنسا بالاعتذار لسكان المنطقة من جراء ما ارتكبه في حقهم وحق أجدادهم جيشها من جرائم فظيعة وإبادة شبه جماعية.
في التفاتة منها لرد الاعتبار للشهيدة عدجو موح ومن خلالها لشهيدات معركة بوكافر، قامت بلدية أرفود بإطلاق اسمها على أحد أزقة المدينة.